# 카르케투 딜리
카르케투 딜리는 동티모르의 축구단이다. 현재 LFA 프리메이라에 참가하고 있다.

## 우승
- LFA 프리메이라: 2017
- LFA 수페르 타사: 2017